# Guerre entre Rus' et Byzantins (1024)
Pour les articles homonymes, voir Guerre entre Rus' et Byzantins.
Guerres byzantino-Rus'
Batailles
- Expédition des Rus' en Paphlagonie (830)
- Guerre entre Rus' et Byzantins (860)
- Guerre entre Rus' et Byzantins (907)
- Guerre entre Rus' et Byzantins (941)
- Guerre entre Rus' et Byzantins (968-971) (Arcadiopolis (970)
- Dorystolon (971))
- Guerre entre Rus' et Byzantins (1024)
- Guerre entre Rus' et Byzantins (1043)

L'avant-dernière guerre entre les Rus' et les Byzantins, comme le rapportent les sources médiévales grecques, se déroule en 1024, quand un parent du prince de Kiev s'enfonce à l'intérieur du Bosphore avec 800 hommes et 20 navires et défait une unité des garde-côtes byzantins, qui navigue dans la mer Égée. Les Kiéviens atteignent l'île de Lemnos où ils sont détruits par une flotte byzantine supérieure en nombre. Cependant, ce conflit n'est pas référencé dans les annales kiéviennes et ses motivations demeurent obscures.